# Kindaholms landskommun
Kindaholms landskommun var en tidigare kommun i dåvarande Älvsborgs län.

## Administrativ historik
Kommunen bildades som storkommun vid kommunreformen 1952 genom sammanläggning av Håcksviks landskommun, Kalvs landskommun, Mårdaklevs landskommun och Östra Frölunda landskommun.  Namnet togs från fästningsruinen Kindahus, även kallad Kindaholm.
Kommunen uppgick 1971 i Svenljunga kommun.
Kommunkoden var 1547

### Kyrklig tillhörighet
I kyrkligt hänseende tillhörde kommunen församlingarna Håcksvik, Kalv, Mårdaklev och Östra Frölunda. År 2006 bildades inom Svenska kyrkan Kindaholms församling genom sammanläggning av församlingar som 1952-1970 utgjorde kommunen.

## Geografi
Kindaholms landskommun omfattade den 1 januari 1952 en areal av 392,09 km², varav 352,63 km² land.

### Tätorter i kommunen 1960
I Kindaholms landskommun fanns den 1 november 1960 ingen tätort. Tätortsgraden i kommunen var då alltså 0,0 procent.

## Politik

### Mandatfördelning i valen 1950-1966
| 9 | 14 | 5 | 7 |

| 35 |

| 9 | 14 | 4 | 8 |

| 34 |

| 8 | 15 | 3 | 9 |

| 33 |

| 9 |  | 14 | 3 | 8 |

| 33 |

| 9 | 13 | 4 | 9 |

| 33 |